# 宗教團體法
宗教團體法（しゅうきょうだんたいほう、昭和14年4月8日法律第77號）是日本關於明確宗教團體的地位，強化保護・監督，將宗教團體置於國家統制之下的法律。

## 概要
本法制定的趣旨，有以下幾點。
- 法令的統一整理
- 法律上地位的確立
- 關於財產的規定的整備
- 宗教團體的保護
- 監督的強化
- 關於宗教結社的規定新設

## 脚注
1. ↑  根本松男『宗教団体法論』巌松堂、1941年。

## 關連項目
- 宗教法人法
- 宗教法人

## 外部連結
- 宗教団体法 （页面存档备份，存于）